# Ляскув (Свентокшиське воєводство)
Ляскув (пол. Lasków) — село в Польщі, у гміні Єнджеюв Єнджейовського повіту Свентокшиського воєводства.
Населення — 473 особи (2011).
У 1975-1998 роках село належало до Келецького воєводства.

## Демографія
Демографічна структура на день 31 березня 2011 року:
|          | Загалом | Допрацездатний вік | Працездатний вік | Постпрацездатний вік |
| -------- | ------- | ------------------ | ---------------- | -------------------- |
| Чоловіки | 237     | 49                 | 164              | 24                   |
| Жінки    | 236     | 48                 | 139              | 49                   |
| Разом    | 473     | 97                 | 303              | 73                   |